# Paul Kirchner

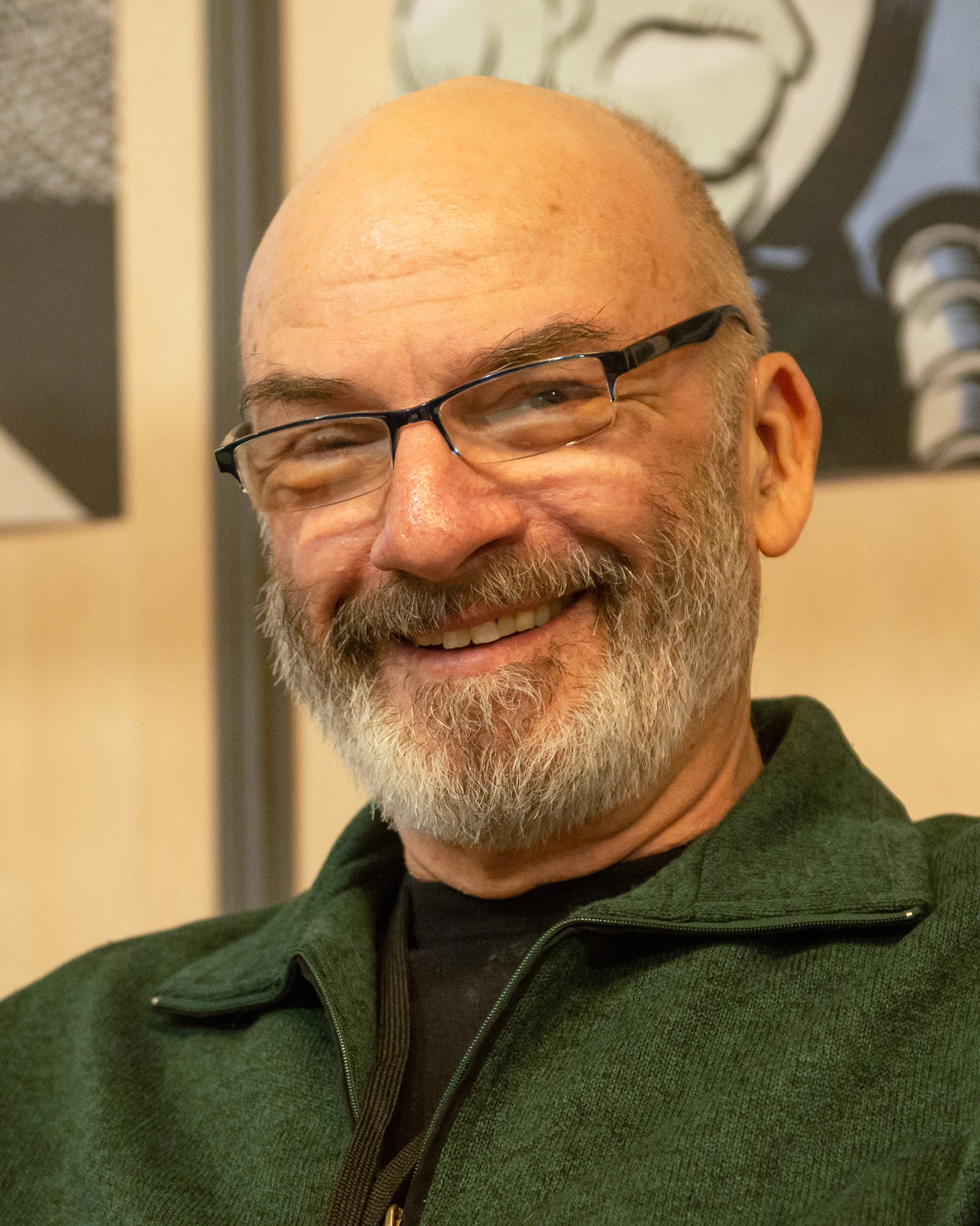
Paul Kirchner, 2023

Paul Kirchner (* 1952 in den Vereinigten Staaten) ist ein US-amerikanischer Illustrator und Comiczeichner.
Kirchner studierte an einer Kunstakademie in New York. Nach dem vorzeitigen Abbruch seines Studiums zeichnete er Comicgeschichten. Er arbeitete unter anderem mit dem niederländischen Autor Janwillem van de Wetering zusammen. Allmählich verlegte er seine Tätigkeiten auf die Illustration, unter anderem für die New York Times und das Wall Street Journal, und das Entwerfen von Logos und Spielzeug. 1994 verlegte er seinen Fokus aufs Neue auf das Schreiben von Non-Fiction und 1996 nochmals auf Arbeit in der Werbeindustrie. Seit 2002 ist er wieder als freier Künstler tätig.

## Bibliografie (unvollständig)

### Comics
- Moord op Afstand, Geschichte von Janwillem van de Wetering (erschienen auf Niederländisch, Englisch und Deutsch)
- The Bus
- Realms
- G.I. Joe
- Big Apple Comix (1975)

### Nonfiction
- Forgotten Fads and Fabulous Flops
- The Deadliest Men: The World’s Deadliest Combatants throughout the Ages